# ブレイム
ブレイム（Blame、2006年 - ）は、アメリカ合衆国のサラブレッドの競走馬。おもな勝鞍に2010年のホイットニーハンデキャップなどがあり、2010年のブリーダーズカップ・クラシックではゼニヤッタを破って優勝している。

## 経歴

### 出生、2歳時
クレイボーンファームおよびアデール・ディルシュナイダーの名義で生産されたサラブレッドの牡馬で、生産者所有のもとアルバート・ストール・ジュニア調教師に預けられ、2008年に2歳で競走馬としてデビューした。
デビュー戦は3着、キーンランド競馬場での翌戦で初勝利を挙げ、2歳時は2戦1勝の戦績で終えている。

### 3歳時
2009年、3歳時は6月の下級条件戦から始動し、3戦してカーリンステークスを含む2勝を挙げた。
9月19日のサラトガ競馬場で行われたスーパーダービーは、ブレイムにとってグレード競走への初挑戦であった。単勝3倍に支持されたブレイムは、逃げを打った1番人気のリーガルランサムから少し下がった先行集団につけて進み、第3コーナー過ぎから順位を上げていったものの、リーガルランサムを捕らえきれずに1馬身1/4差の2着に敗れた。
翌戦10月31日のフェイエットステークスは古馬との混合戦で、ジェイミー・テリオット鞍上のもと、ブレイムは3歳馬ながら単勝3.3倍の2番人気に支持された。スタートから先行集団より少し下がった後方につけ、第3コーナーを大きく回って外に持ち出すと、そこから追い上げて先行した馬を差し切り、2着のパレーディングに1馬身1/4差をつけて重賞初制覇を飾った。テリオットはブレイムを「彼は『プッシュボタン・ホース』だ。呼べばすぐさま応えてくれる。」と評している。
同年の最終戦は11月27日のクラークハンデキャップで、118ポンド（約53.5キログラム）を背負ったブレイムはここでも単勝5.4倍の2番人気に推された。前走より多い14頭立ての競走であったが、前走同様に先行集団の後ろにつけて進み、第3コーナーから順位を上げて先頭に立った。最後の直線では追い上げてきたトップハンデのアインシュタインと、粘るミスリメンバードをクビ差で凌いで優勝、勝利でその年を締めくくった。この勝利を受けて、調教師のストールは、ブレイムがチャーチルダウンズ競馬場と相性が良かったことから、同競馬場で行われる翌年のブリーダーズカップに期待できるとほのめかした。

### 4歳時
ブレイムはストールの本拠地であるフェアグラウンズ競馬場で冬を越し、4歳シーズンの初戦をプリークネスステークスのアンダーカードとして開催されるウィリアムドナルドシェーファーステークスで迎えた。同競走では6ヶ月の休養明けながらも1番人気に推されたブレイムは、前走と同様の展開で道中を進み、最後の直線で先行集団の間を割って抜けてゴール、2着のノーアドバンテージに1馬身半差をつけて優勝した。この競走ではテリオットに替わってギャレット・ゴメスが新しい乗り役となっており、以降すべての競走でゴメスが騎乗している。
翌戦はG1競走初挑戦となるスティーブンフォスターハンデキャップで、ブレイムは120ポンド（約54.5キログラム）のトップハンデが課せられた。中団の外側につけて競走を進めたブレイムは、最後の直線で逃げたバトルプランをゴール手前で捕らえ、同馬に3/4馬身差をつけて初のG1優勝を成し遂げた。勝利後、ストールはブレイムの今後の予定をホイットニーハンデキャップ、ウッドワードステークス、ジョッキークラブゴールドカップといった王道路線に進ませる発表を行った。
8月7日、ホイットニーハンデキャップではクオリティロードやマインザットバード、マスケットマンといった同年の有力馬が揃った競走で、ブレイムはクオリティロードに次ぐ2番人気に推された。スタートからクオリティロードやマスケットマン、ヘイネスフィールドが先行し、そこから少し離れた4番手で道中を進めたブレイムは、最後の直線で粘るクオリティロードをアタマ差差し切ってゴール、5連勝でG1競走2勝目を挙げた。
ホイットニーハンデキャップの後、陣営はブレイムの次走をジョッキークラブゴールドカップに定めた。本番でブレイムは久しぶりの1番人気に推され、前走同様の位置取りで進めたが、余力を残して逃げたヘイネスフィールドを捕らえることができず、さらに差を広げられて4馬身差の2着に敗れた。ストールは、この敗戦はスーパーダービーと同様のスローペースが原因したとコメントしている。
同年のブリーダーズカップ・クラシックは前年に続きゼニヤッタが参戦しており、19にまで伸ばした連勝記録の更なる更新に期待がかけられ、断然の1番人気に推されていた。プリークネスステークス優勝馬のルッキンアットラッキーが2番人気になり、ブレイムはそれに次ぐ3番人気に支持された。スタートからゼニヤッタが最後方、クオリティロードやエスポワールシチーが先頭集団に立つなか、ブレイムはその先頭集団の後方につけて競走を進めた。そして5/16のポール付近から先頭に襲いかかり、直線ではエッチドやルッキンアットラッキーらの追撃を退けながら先頭に立ち、最後に猛然と追い込んできたゼニヤッタをアタマ差凌いでゴール、大一番で大金星を挙げた。ただ、この年のエクリプス賞年度代表馬の受賞は逃し（選出されたのはゼニヤッタ）、最優秀古牡馬に選出されている。
ブリーダーズカップ後に引退を表明した。

### 種牡馬時代
2011年春より父アーチと同じクレイボーンファームにて種牡馬入り。初年度の種付け料は3万5千ドル 。初年度産駒からMarch（母父アンブライドルズソング）が2015年のウッディスティーヴンスステークス（米G2）・ベイショアステークス（米G3）に勝利して産駒重賞初勝利。2017年のディアヌ賞（フランスオークス）をSenga（母父エーピーインディ）が優勝して産駒G1初勝利を果たした。北米種牡馬リーディングは2018年の19位が自己最高。2023年は自己最多の129頭に種付け。18歳となる2024年は2万5000ドルで供用されている。

#### 主な産駒
2014年産
- Senga / センガ（2017年ディアヌ賞）
- Fault / フォルト（2018年サンタマルガリータステークス）
- Marley's Freedom / マーリーズフリーダム（2018年バレリーナステークス）

2017年産
- Abscond / アブスコンド（2019年ナタルマステークス）
- Nadal / ナダル（2020年アーカンソーダービー）

2020年産
- Wet Paint / ウェットペイント（2023年ハスケルステークス、CCAオークス）

母の父としての主な産駒
- Forte / フォルテ（2022年ホープフルステークス、ブリーダーズフューチュリティ、ブリーダーズカップジュベナイル、2023年フロリダダービー）
- And One More Time / アンドワンモアタイム（2024年ナタルマステークス）
- Switzerland / スイッツァランド（2024年クールモアスタッドステークス）
- World Beater / ワールドビーター（2025年サラトガダービー）
- Kilwin / キルウィン（2025年テストステークス）
- クリスマスパレード（2024年紫苑ステークス）

## 評価

### 主な勝鞍
2008年（2歳） 2戦0勝
2009年（3歳） 6戦4勝
カーリンステークス、フェイエットステークス (G2) 、クラークハンデキャップ (G2)
2着 - スーパーダービー (G2)
2010年（4歳） 5戦4勝
ウィリアムドナルドシェーファーステークス (G3) 、スティーブンフォスターハンデキャップ (G1) 、ホイットニーハンデキャップ (G1) 、ブリーダーズカップ・クラシック (G1)
2着 - ジョッキークラブゴールドカップ (G1)

## 血統表
| ブレイムの血統（ロベルト系 / Northern Dancer 4x4=12.5%、 Raise a Native 4x5=9.38%、 Nashua 5x5=6.25%） | ブレイムの血統（ロベルト系 / Northern Dancer 4x4=12.5%、 Raise a Native 4x5=9.38%、 Nashua 5x5=6.25%） | ブレイムの血統（ロベルト系 / Northern Dancer 4x4=12.5%、 Raise a Native 4x5=9.38%、 Nashua 5x5=6.25%） | （血統表の出典） | （血統表の出典） |
| 父 Arch 1995 黒鹿毛 アメリカ                                                                           | 父の父Kris S. 1977 黒鹿毛 アメリカ                                                                     | Roberto                                                                                                | Hail to Reason   | Hail to Reason   |
| 父 Arch 1995 黒鹿毛 アメリカ                                                                           | 父の父Kris S. 1977 黒鹿毛 アメリカ                                                                     | Roberto                                                                                                | Bramalea         |                  |
| 父 Arch 1995 黒鹿毛 アメリカ                                                                           | 父の父Kris S. 1977 黒鹿毛 アメリカ                                                                     | Sharp Queen                                                                                            | Princequillo     | Princequillo     |
| 父 Arch 1995 黒鹿毛 アメリカ                                                                           | 父の父Kris S. 1977 黒鹿毛 アメリカ                                                                     | Sharp Queen                                                                                            | Bridgework       |                  |
| 父 Arch 1995 黒鹿毛 アメリカ                                                                           | 父の母Aurora 1988 鹿毛 アメリカ                                                                        | Danzig                                                                                                 | Northern Dancer  | Northern Dancer  |
| 父 Arch 1995 黒鹿毛 アメリカ                                                                           | 父の母Aurora 1988 鹿毛 アメリカ                                                                        | Danzig                                                                                                 | Pas de Nom       |                  |
| 父 Arch 1995 黒鹿毛 アメリカ                                                                           | 父の母Aurora 1988 鹿毛 アメリカ                                                                        | Althea                                                                                                 | Alydar           | Alydar           |
| 父 Arch 1995 黒鹿毛 アメリカ                                                                           | 父の母Aurora 1988 鹿毛 アメリカ                                                                        | Althea                                                                                                 | Courtly Dee      |                  |
| 母 Liable 1995 鹿毛 アメリカ                                                                           | 母の父Seeking The Gold 1985 鹿毛 アメリカ                                                              | Mr. Prospector                                                                                         | Raise a Native   | Raise a Native   |
| 母 Liable 1995 鹿毛 アメリカ                                                                           | 母の父Seeking The Gold 1985 鹿毛 アメリカ                                                              | Mr. Prospector                                                                                         | Gold Digger      |                  |
| 母 Liable 1995 鹿毛 アメリカ                                                                           | 母の父Seeking The Gold 1985 鹿毛 アメリカ                                                              | Con Game                                                                                               | Buckpasser       | Buckpasser       |
| 母 Liable 1995 鹿毛 アメリカ                                                                           | 母の父Seeking The Gold 1985 鹿毛 アメリカ                                                              | Con Game                                                                                               | Broadway         |                  |
| 母 Liable 1995 鹿毛 アメリカ                                                                           | 母の母Bound 1984 鹿毛 アメリカ                                                                         | Nijinsky                                                                                               | Northern Dancer  | Northern Dancer  |
| 母 Liable 1995 鹿毛 アメリカ                                                                           | 母の母Bound 1984 鹿毛 アメリカ                                                                         | Nijinsky                                                                                               | Flaming Page     |                  |
| 母 Liable 1995 鹿毛 アメリカ                                                                           | 母の母Bound 1984 鹿毛 アメリカ                                                                         | Special                                                                                                | Forli            | Forli            |
| 母 Liable 1995 鹿毛 アメリカ                                                                           | 母の母Bound 1984 鹿毛 アメリカ                                                                         | Special                                                                                                | Thong F-No.5-h   |                  |

父アーチは1998年のスーパーダービー勝ち馬。ブレイム以外の代表産駒として、デルマーオークスなどに優勝した2006年のカナダ年度代表馬アラヴェイル（Arravale 2003年生、牝馬）などがいる。
母ライアブルは同牧場産の15戦6勝で、名牝スペシャルから2代目に当たる。小柄な馬であるために、本馬の配合相手に大きいArchが選ばれた。

### 備考
1. ↑  敗れたのは3歳時の初戦のみ。
2. ↑  “Blame fee History”.   racingpos. 2017年7月8日閲覧。
3. ↑  グリーンチャンネル「スタリオンライブラリー」#34